# Santiago Herrero

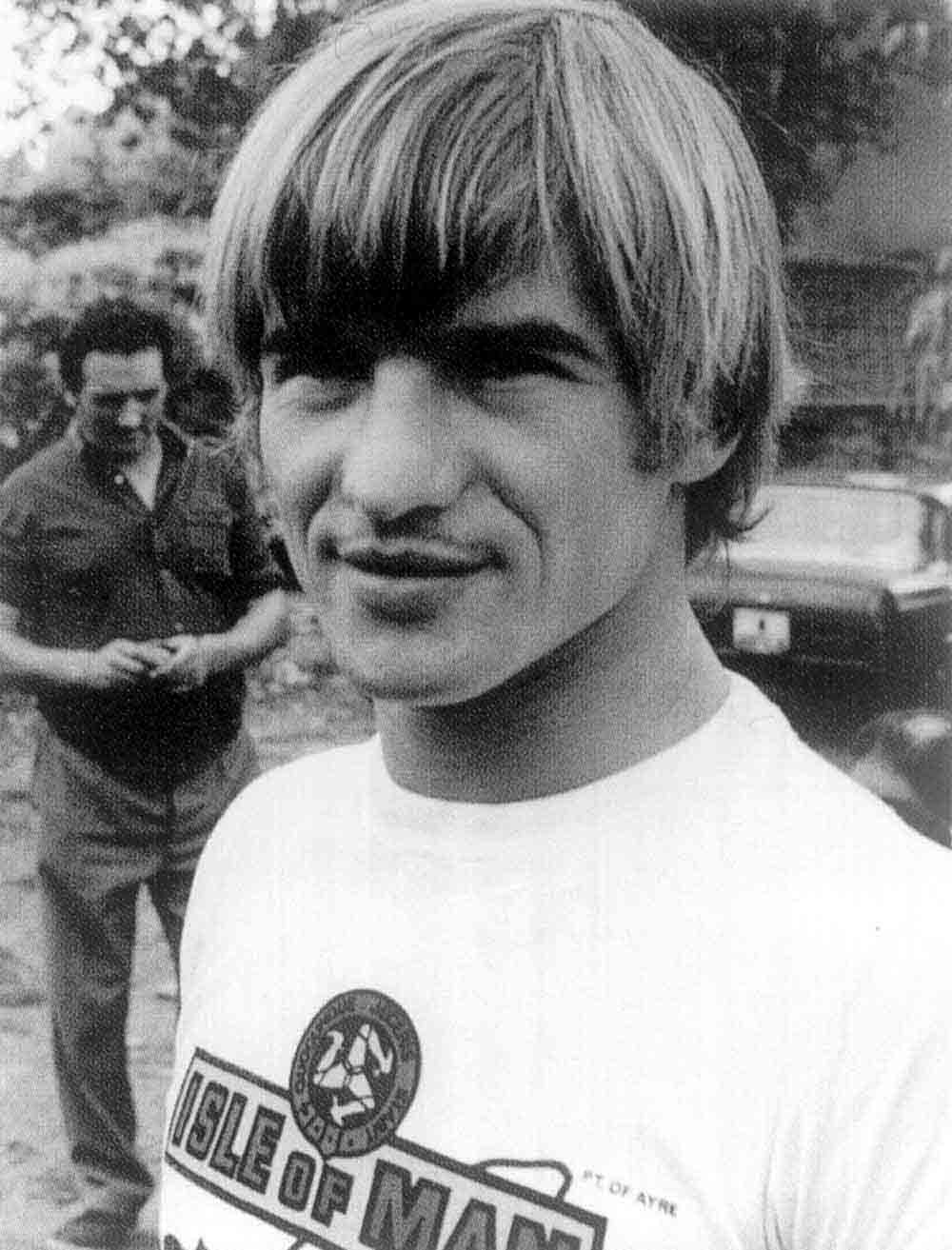
Santiago Herrero

Santiago Herrerro, född 9 maj 1943 i Madrid, död 10 juni 1970 i Douglas, Isle of Man efter en olycka på Isle of Man TT, var en spansk roadracingförare. Fabriksförare för OSSA. Herrero tog fyra Grand Prix-segrar i 250-kubiksklassen under sin korta karriär. Ossa drog sig ur tävlingsverksamheten efter Herreros död.

## Roadracingkarriär
Herrero vann sitt första race som 19-åring. Han fick strax kontrakt att köra för mc-tillverkaren Lube i spanska 125-kubiksmästerskapet. 1965 blev han tvåa. Till 1966 skrev han på för Ossa för att köra deras maskin i 250-kubiksklassen. Herrero blev spansk mästare 1966, 1967 och 1969. Han gjorde VM-debut 1968 och körde både 250cc och 50cc. Roadracing-VM 1969 körde Herrero hela 250cc-säsongen och var med och slogs om VM-titeln efter tre Grand Prix-segrar. Han bröt dock sista deltävlingen och slutade trea i VM. Roadracing-VM 1970 började också bra med en andraplats och en seger innan han  kraschade svårt i Tourist Trophyn den 8 juni. Santiago Herrero avled av sina skador på sjukhuset i Douglas två dagar senare.